# Sand Dune Arch
Sand Dune Arch est une arche naturelle du comté de Grand, dans l'Utah, aux États-Unis. Elle est protégée au sein du parc national des Arches et on peut l'atteindre depuis la route qui le traverse via un sentier de randonnée dit Sand Dune Arch Trail.